# Pierre à Cerclet
La Pierre à Cerclet est un dolmen ruiné situé à Pommiers-Moulons, dans le département de la Charente-Maritime en France.

## Description
Le dolmen est déjà ruiné au XIXe siècle mais il fut complètement démantelé en 1978 par accident lors de travaux destinés à aménager le site. Toute interprétation est désormais impossible, mais il est probable que les deux plus grosses dalles en grès qui émergent du sol, de respectivement 2,20 m par 1,50 m pour l'une et 2,70 m par 1,40 m pour l'autre, correspondent à deux tables de couverture. Les autres blocs plus petits seraient alors des vestiges des orthostates qui les soutenaient.